# Guillermo Angaut
Pas d'image ? Cliquez ici

a Compétitions nationales et continentales officielles uniquement.

b Matchs officiels uniquement.
Dernière mise à jour le 27 mars 2025.
Guillermo Angaut, né le 10 janvier 1965 à La Plata (Argentine), est un joueur de rugby argentin, évoluant au poste d'arrière. Il est également ophtalmologue dans sa ville de naissance.

## Carrière

### En équipe nationale
Guillermo Angaut a connu sept sélections internationales en équipe d'Argentine, il fait ses débuts le 1er juin 1987 contre l'équipe de Nouvelle-Zélande. Sa dernière apparition avec les Pumas a lieu le13 octobre 1991 contre les Samoa. 

## Palmarès
- Championnat d'Argentine UAR: 1995 (La Plata)
- Coupe Fédéral de rugby: 1998 (La Plata)
- Championnat d'Amerique du Sud: 1998 (avec l'équipe d'Argentine)

### Sélections nationales
- 7 sélections en équipe d'Argentine
- Nombre de sélections par année : 3 en 1987, 1 en 1990, 3 en 1991.
- Participation à la Coupe du monde de rugby : 1987 (1 match disputé, 1 comme titulaire), 1991 (1 match disputé, 1 comme titulaire)